# ドロシー・アリソン (作家)

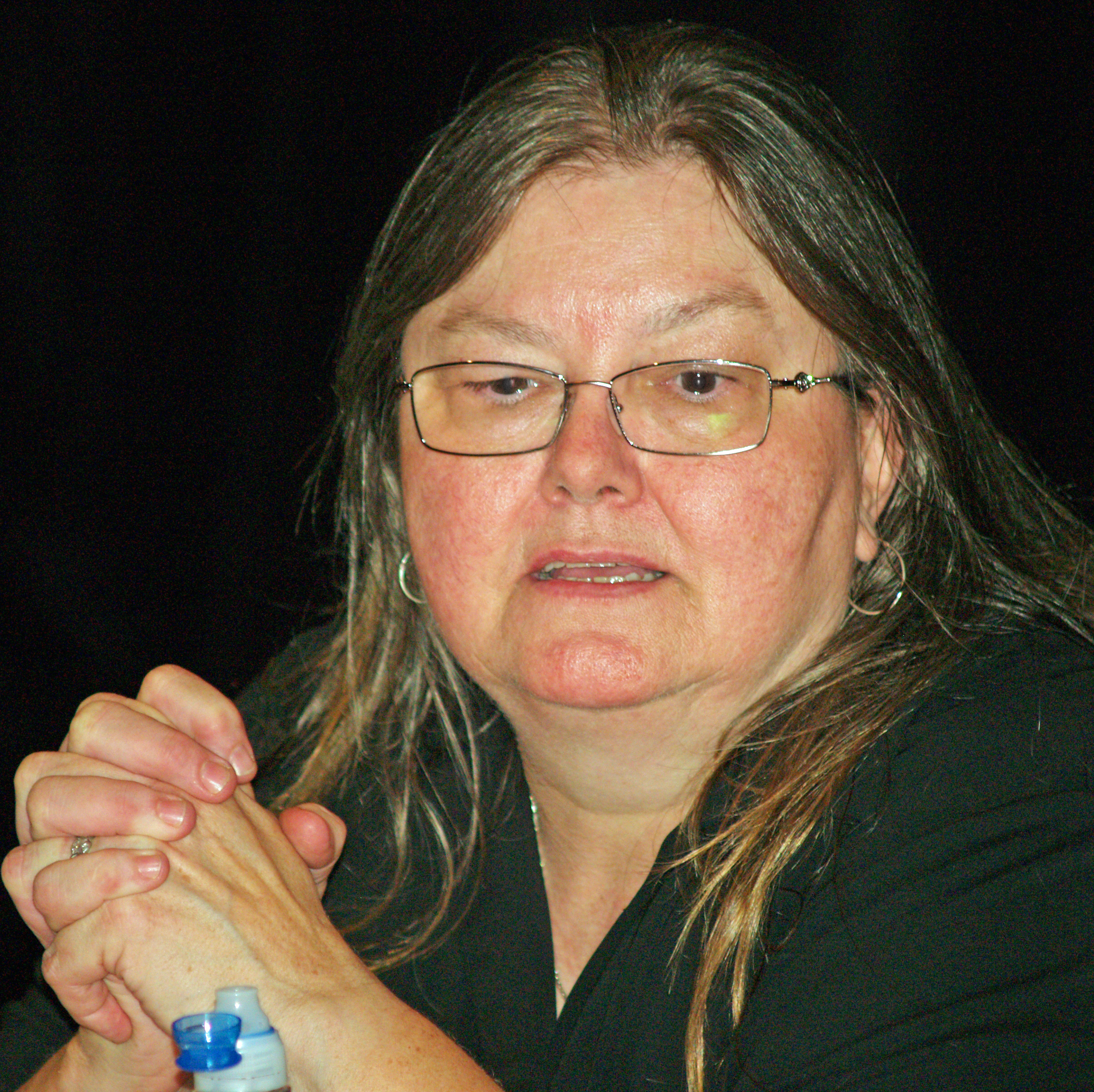
2008年

ドロシー・アリソン（Dorothy Allison、1949年4月11日 - 2024年11月6日）は、アメリカ合衆国の作家。サウスカロライナ州グリーンビル出身。レズビアンであることを公表している。
1992年、自身が幼少期に体験した不遇を小説化した『Bastard out of Carolina』（邦題『ろくでなしボーン』）でデビュー。幼児虐待や家庭内暴力を生々しく描いたこの作品は、1996年に映画化された（邦題『冷たい一瞬を抱いて』）。
2024年11月6日早朝、癌との闘病の末、カリフォルニア州北部の自宅で死去。75歳没。

## 邦訳された著書
- なにもかも話してあげる 小竹由美子(翻訳) 晶文社 1997
- ろくでなしボーン 亀井よし子(翻訳)　早川書房(Hayakawa novels)　1997